# Stratfield Saye
Stratfield Saye ist ein Dorf und ein Civil parish im Borough of Basingstoke and Deane in der englischen Grafschaft Hampshire.
Innerhalb des Civil parish liegen die Weiler West End Green, Fair Oak Green und Fair Cross.

## Namensherkunft
Der Name bedeutet Straßenfeld der Familie Saye. Dabei handelt es sich um die Römerstraße von London nach Silchester, die die nördliche Gemarkungsgrenze der Gemeinde bildet. In manchen älteren Quellen werden alternative Schreibweisen verwendet, darunter Strathfieldsaye, Stratford Saye und Stratford Sea.

## Geschichte
Laut Eintrag im Domesday Book zählte zu jener Familie de Saye, die im 12. Jahrhundert hier lebte, der in Greenwich geborene Geoffrey de Say, der zu jenen Baronen gehörte, die über die Einhaltung der Bestimmungen der Magna Carta durch den König wachen sollten. Ihr Herrensitz verfügte neben einer Kirche über zwei Mühlen. Durch die Heirat von Elizabeth de Saye im Jahr 1364 mit Nicholas d’Arbrichcort, kam der Besitz an die Familie Darbridgecourt. Im Jahr 1618 wurde William Pitt in den Ritterstand erhoben und kaufte Stratfield Saye. Dort wurde 1630 das Stratfield Saye House, ein rotes Backsteingebäude, als Wohnhaus der Familie Pitt errichtet; finanziert wurde der Bau aus dem Vermögen von Thomas Pitt. Seine Nachkommen lebten für rund 200 Jahre in Stratfield Saye, sie waren eng mit den Ende des 18. Jahrhunderts amtierenden britischen Ministerpräsidenten William Pitt de Ältere und William Pitt der Jüngere verwandt. George Pitt, seit 1776 ein Baron Rivers, ließ eine „neue“ Kirche errichten.
Seit 1817 ist das Stratfield Saye House Wohnsitz des Duke of Wellington.
Die benachbarte Pfarrkirche der Church of England ist ein ungewöhnlich geformter Bau in Georgianischen Stil und der Grundriss eines griechischen Kreuzes. In ihr befinden sich Kirchendenkmäler der Barone Rivers und der meisten der Dukes of Wellington, nicht jedoch des ersten Duke, dessen Totenschild allerdings vorhanden ist.